# Censo en Azerbaiyán
Censo en Azerbaiyán – es el proceso de recolectar, compilar, evaluar, analizar los datos (o la información) demográficos, económicos y sociales que pertenecen en un momento determinado, a todas las personas de Azerbaiyán. El censo siguiente en Azerbaiyán se realizará en 2019.
En este artículo hay la información sobre los censos de la población de Azerbaiyán desde los años 20 del siglo XX. 

## RSS de Azerbaiyán

### 1926
El primer censo en URSS fue realizado el 17 de diciembre de 1926. En aquel momento el territorio de la RSS de Azerbaiyán fue 85,968 km² y constó de 35 ciudades y 5.788 aldeas poblados. La población total de RSS de Azerbaiyán fue 2,314,571 habitantes, entre los que 1,212,859 fueron hombres u otros 1,101,712 - mujeres. La población urbano fue 649,557 habitantes.

### 1937
El 6 de enero de 1937 fue celebrado el segundo censo de la población de la URSS. Según los datos del censo, la población total de la RSS de Azerbaiyán fue 2.953.300 y la población residente 1.778.798. El número total de los turcos azerbaiyanos, residente en los territorios de la URSS fue 2,134,648.

### 1939
El censo siguiente en la URSS fue realizado el 17-23 de enero de 1939. Los datos del censo mostraron que la población total de la RSS de Azerbaiyán fue 3,205,150. Totalmente en los territorios de la URSS vivieron los 2,275,678 azerbaiyanos. 

### 1959
El 15-22 de enero de 1959 se celebró el censo de la población de la Unión. Según los resultados del censo la población total de la RSS de Azerbaiyán fue 3,697,717, entre que 2,494,381 fueron los azerbaiyanos. El número total de los residentes azerbaiyanos de la Unión fue 2,939,728.

### 1970
El 15-22 de enero de 1970 fue realizado el censo siguiente de la población de la URSS. La población total de Azerbaiyán fue 5,117,081. El número de los azerbaiyanos en el territorio de la RSS de Azеrbaiyán fue 3 776 778, es decir 73,81% de la población total. El segundo grupo étnico en la RSS de Azerbaiyán después de los azerbaiyanos fueron rusos - 510 059 (9,86% de la población total).

### 1979
El 17-24 de enero de 1979 en la Unión Soviética se realizó el siguiente censo de la población, según los datos del cual la población de la RSS de Azerbaiyán fue 6,026,515, entre los que 78,14% - 4,708,832 personas – fue azerbaiyanos. El número total de los azerbaiyanos, vividos en la URSS fue 5,477,330 habitantes. 

### 1989
El 12-19 de enero de 1989 fue celebrado el censo de la población. En aquel momento la RSS de Azerbaiyán constaba de 65 ciudades, 61 regiones y 122 aldeas del tipo urbano. El número total de la población de la RSS de Azerbaiyán fue 7,021,178, entre que 5,804,980 - 82,68% - fueron azerbaiyanos. Los rusos fueron el segundo grupo étnico entre la población, su número fue  392,304 (5,59%). En la capital, Bakú vivieron alrededor de 1,8 millones de habitantes. El número total de los azerbaiyanos en el territorio de la URSS fue alrededor de  6,770,000. 

## República de Azerbaiyán

### 1999
En 1999, desde 27 de enero hasta 3 de febrero fue realizado el primer censo de la población de la República de Azerbaiyán independiente. Según los datos del censo, la población de Azerbaiyán fue 7,953,438, entre los que 4,070,283 fueron mujeres u otros 3,883,15 – hombres. 
90.59% (7,205,464 habitantes) de la población fue azerbaiyanos. Segundo grupo étnico por el número de la población fue lezguines (178,021) y tercer – rusos (141,687). En el momento del censo la población de Bakú fue 1,788,854 habitantes, entre los que 1,574,252 fueron los azerbaiyanos.

### 2009
El segundo censo de la República de Azerbaiyán se celebró el 13-22 de abril de 2009. Según los datos del censo el número total de la población fue 8,922,447, entre que 91.60% fueron azerbaiyanos. De toda población, 2,045,815 habitantes vivieron en Bakú. Los lezguines fueron el segundo grupo étnico (después de los azerbaiyanos) vivo en Azerbaiyán.